# A Guy Called Gerald
A Guy Called Gerald es el nombre artístico del músico, productor y DJ Gerald Simpson (nacido el 16 de febrero de 1967 en Moss Side, Mánchester, Inglaterra). 
Es más conocido por sus primeras obras en la escena acid house de Mánchester en los años 1980 cuando formaba parte del grupo 808 State. Comenzó su carrera en solitario hacia el final de esa década, labrándose una carrera gracias a grandes éxitos como el tema "Voodoo Ray". Posteriormente se especializó en el techno, muy influido por Detroit, produciendo música utilizando equipo clásico como la caja de ritmos TR 808 o el sintetizador de bajo TB 303. Está considerado como una figura importante en el nacimiento de las escenas hardcore y jungle en Londres.

## Discografía

### Álbumes (A Guy Called Gerald)
- Hot Lemonade (Rham! Records 1989)
- The John Peel Sessions (Strange Fruit 1989)
- Automanikk (Columbia/CBS, 1990)
- Hi Life, Lo Profile (Columbia/CBS, 1990—Unreleased)
- 28 Gun Bad Boy (Juice Box Records 1992)
- Black Secret Technology (Juice Box Records 1995)
- The John Peel Sessions - A Guy Called Gerald (Strange Fruit 1999)
- Cryogenix MP3.com 1999 (Unavailable)
- Essence (!K7 Records 2000)
- To All Things What They Need (!K7 Records 2005)
- Proto Acid - The Berlin Sessions (Laboratory Instinct 2006)

### Singles / 12" (A Guy Called Gerald excepto cuando se especifique)
- "Voodoo Ray" Single (Rham! Records 1988)
- "Voodoo Ray" EP (Rham! Records 1988)
- "Voodoo Ray Remixes" (Warlock USA 1988)
- "Voodoo Ray Remixes" (Rham! Records 1988)
- "Hot Lemonade" (Rham! Records 1989)
- "Hot Lemonade Youth Remixes" (Rham! Records 1989)
- "The Peel Sessions" EP (Strange Fruit 1989)
- "Trip City" 1989
- "FX Mayday Mix" (CBS / Sony 1989)
- "FX Elevation Mix" (CBS / Sony 1989)
- "The Peel Sessions" EP USA 1990
- "Automannik (Just 4 U Gordon Mix" EP USA 1990
- "Automannik (Bass Overload Mix" EP USA 1990
- "Automannik (Bass Overload Mix" EP USA 1990
- "Emotions Electric" (Juice Box Records 1990)
- "Disneyband / Anything" (Juice Box Records 1991)
- "Nowhere To Run" - Inertia (Black Out Records 1991)
- "Digital Bad Boy" (Juice Box Records 1992)
- "Cops" (Juice Box Records 1992)
- "Ses Makes You Wise" (Juice Box Records 1992)
- "The Musical Magical Midi Machine" (Juice Box Records 1992)
- "Changing" (Juice Box Records 1992)
- "I Feel The Magic" (Juice Box Records 1993)
- "Strange Love" - Ricky Rouge (Juice Box Records 1993)
- "Strange Love Remixes" - Ricky Rouge (Juice Box Records 1993)
- "When You Took My Love" - Ricky Rouge (Juice Box Records 1993)
- "De Ja Vu" - Ricky Rouge (Juice Box Records 1993)
- "Song For Every Man" - Ricky Rouge (Juice Box Records 1993)
- "Satisfaction" - Inertia (Juice Box Records 1993)
- "Fragments" - Inertia (Juice Box Records 1993)
- "Too Fucked To Dance" - Inertia (Juice Box Records 1993)
- "The Glok"  (Juice Box Records 1993)
- "Nazinji-zaka"  (Juice Box Records 1993)
- "Darker Than I Should Be"  (Juice Box Records 1993)
- "Finley's Rainbow"  (Juice Box Records 1995)
- "Finley's Rainbow Remixes"  (Juice Box Records 1995)
- "So Many Dreams"  (Juice Box Records 1996)
- "The Curse Of Voodoo Ray" Promo Only (Juice Box Records 1996)
- "Radar Systems" (Juice Box Records 1998)
- "Fever" (!K7 2000)
- "Humanity" (!K7 2000)
- "First Try" (!K7 2005)
- "Flo-ride" (Sugoi 2005)
- "Is Man In Danger" (Protechshon 2005)
- "Sufistifunk" (Sugoi 2006)
- "Time To Jak" (Sender 2006)
- "Proto Acid / The Berlin Sessions 1" (Laboratory Instinct 2006)
- "Proto Acid / The Berlin Sessions 2" (Laboratory Instinct 2006)
- "In Ya Head feat. Mia" (Perlon Records PERL71 2008)

### Álbumes (colaboraciones)
- New Build - 808 State (Creed 1988)
- Prebuild - 808 State (Rephlex 2005)

### Singles (colaboraciones)
- "Let Yourself Go" - 808 State (1988)
- "Dream 17" - Annette (Deconstruction 1988)
- "Massage-A-Rama" - Lounge Jays (1989)
- "Born In The North" - US (Wooden 1989)
- "Energy" - The Two G'$ (Juice Box Records 1995)
- "Black Gravity" - with Herbie Hancock / Bill Laswell (2001)